# Aonidia mesembryanthemae
Aonidia mesembryanthemae är en insektsart som beskrevs av Charles Kimberlin Brain 1919. Aonidia mesembryanthemae ingår i släktet Aonidia och familjen pansarsköldlöss. Inga underarter finns listade i Catalogue of Life.